# David Bowie Is
David Bowie Is est une exposition itinérante consacrée au musicien anglais David Bowie. Créée au Victoria and Albert Museum à Londres en mars 2013, elle a parcouru douze villes du monde jusqu'en juillet 2018, attirant plus de deux millions de visiteurs,. Elle a présenté à chaque étape près de 500 objets liés à l'artiste.
Un film documentaire portant le même titre a été réalisé par Hamish Hamilton, Katy Mullan et Hanif Kureishi.
Une version numérique de l'exposition est disponible sur smartphones depuis début janvier 2019.

## Genèse et déroulement
Fin 2010 un conservateur de la collection de David Bowie propose l'idée d'une exposition au Victoria and Albert Museum. Bowie a en effet conservé la plupart des accessoires, objets et costumes qui ont jalonné sa carrière : sa collection personnelle comprend 75 000 pièces. L'artiste donne libre accès à sa collection aux curateurs du musée, Victoria Broackes and Geoffrey Marsh, sans chercher à s'impliquer sur la sélection des objets, la scénographie ou les thématiques de l'exposition. Une de ses seules exigences est que l'exposition débute à Londres.
Quand Bowie meurt le 10 janvier 2016, les organisateurs envisagent d'annuler les programmations suivantes, ou tout au moins d'en mettre le titre au passé (David Bowie Was). L'exposition, alors aux Pays-Bas, est prolongée de quatre semaines pour accueillir les fans endeuillés.

### Lieux
| Musée                                       | Ville                | Début               | Fin |
| ------------------------------------------- | -------------------- | ------------------- | --- |
| Victoria and Albert Museum                  | Londres, Royaume-Uni | 23 mars 2013        | 11 août 2013,. En 2020 David Bowie Is est en tête du classement des événements du musée les plus visités de tous les temps. |
| Musée des beaux-arts de l'Ontario           | Toronto, Canada      | 25 septembre 2013   | 27/29 novembre 2013 |
| Musée de l'Image et du Son (MIS)            | São Paulo, Brésil    | 31 janvier 2014     | 20 avril 2014 |
| Martin-Gropius-Bau                          | Berlin, Allemagne    | 20 mai 2014         | 24 août 2014 |
| Musée d'Art contemporain (MCA)              | Chicago, États-Unis  | 23 septembre 2014   | 4 janvier 2015 |
| Philharmonie de Paris                       | Paris, France        | 2/3 mars 2015       | 31 mai 2015. Elle constitue l'événement phare de l'inauguration du complexe.                                                |
| ACMI                                        | Melbourne, Australie | 16 juillet 2015     | 1 novembre 2015 |
| Musée de Groningue                          | Groningue, Pays-Bas  | 11/15 décembre 2015 | 13 mars 2016 (prolongé au 10 avril à cause de la mort de Bowie)                                                             |
| Musée d'art moderne de Bologne (MAMbo) (it) | Bologne, Italie      | 14 juillet 2016     | 13 novembre 2016 |
| Warehouse Terrada G1 Building               | Tokyo, Japon         | 8 janvier 2017      | 9 avril 2017 |
| Musée du Design                             | Barcelone, Espagne   | 25 mai 2017         | 15 octobre 2017 |
| Brooklyn Museum                             | New York, États-Unis | 2 mars 2018         | 15 juillet 2018 |

### Version numérique
Une application payante pour smartphones est lancée le 8 janvier 2019, jour anniversaire de Bowie. Elle permet aux utilisateurs guidés par la voix de son ami l'acteur Gary Oldman l'accès virtuel aux costumes, vidéos, manuscrits et œuvres d'art présentés lors de l'exposition, et à des pièces supplémentaires,.

## Contenu de l'exposition
L'exposition est organisée par thématique plutôt que chronologiquement. Parmi les quelque 500 objets exposés figurent :
- plus de soixante tenues de scène, créées pour Bowie par Freddie Burretti, Willie Brown, Natasha Korniloff, Michael Fish, Ola Hudson, Alexander McQueen, Hedi Slimane, Issey Miyake, Vivienne Westwood ou Kansai Yamamoto[21] ;
- plus de cinquante extraits vidéos (clips, émissions de télévision, captations de concerts)[3] ;
- des manuscrits de paroles de chanson ;
- des tableaux peints par Bowie[7] ;
- des instruments de musique ;
- un mouchoir en papier portant une trace de rouge à lèvres de Bowie[22] ;
- etc.[réf. souhaitée]

Elle dévoile en particulier un programme informatique, Verbalizer avec lequel Bowie a composé des textes à partir de mots préalablement sélectionnés, selon une méthode qui s'apparente au cut-up de William Burroughs.